# Supercopa da UEFA de 2007
A Supercopa Europeia de 2007 foi a 32ª edição da Supercopa Europeia. O AC Milan venceu a edição derrotando o Sevilla por 3 a 1.

## Detalhes
| 31 de agosto | Milan                                                  | 3 – 1 | Sevilla    | Stade Louis II, Mónaco                     |
| 19:45 UTC+0  | Filippo Inzaghi 55' · Marek Jankulovski 62' · Kaká 87' |       | Renato 14' | Público: 17 822 Árbitro: AUT Konrad Plautz |

| Milan | Sevilla |

|                 |    |                   |    |     |
|                 |    |                   |    |     |
| GK              | 1  | Dida              |    |     |
| RB              | 44 | Massimo Oddo      |    |     |
| CB              | 4  | Kakha Kaladze     |    |     |
| CB              | 13 | Alessandro Nesta  |    |     |
| LB              | 18 | Marek Jankulovski |    |     |
| DM              | 23 | Massimo Ambrosini |    |     |
| CM              | 8  | Gennaro Gattuso   | 7' | 73' |
| CM              | 21 | Andrea Pirlo      |    |     |
| AM              | 10 | Seedorf           |    | 89' |
| SS              | 22 | Kaká              |    |     |
| CF              | 9  | Filippo Inzaghi   |    | 88' |
| Substitutos:    |    |                   |    |     |
| GK              | 16 | Zeljko Kalac      |    |     |
| DF              | 2  | Cafu              |    |     |
| DF              | 19 | Giuseppe Favalli  |    |     |
| DF              | 25 | Daniele Bonera    |    |     |
| MF              | 5  | Emerson           |    | 73' |
| MF              | 32 | Cristian Brocchi  |    | 89' |
| FW              | 11 | Gilardino         |    | 88' |
| Treinador:      |    |                   |    |     |
| Carlo Ancelotti |    |                   |    |     |

|              |    |                    |     |     |
|              |    |                    |     |     |
| GK           | 1  | Andrés Palop       |     |     |
| RB           | 4  | Daniel Alves       |     |     |
| CB           | 8  | Christian Poulsen  | 70' |     |
| CB           | 14 | Julien Escudé      |     | 83' |
| LB           | 3  | Ivica Dragutinović |     |     |
| RM           | 7  | Jesús Navas        |     |     |
| CM           | 18 | José Luis Martí    |     | 65' |
| CM           | 21 | Keita              |     |     |
| LM           | 5  | Duda               | 68' | 74' |
| SS           | 11 | Renato             |     |     |
| CF           | 12 | Frédéric Kanouté   |     |     |
| Substitutos: |    |                    |     |     |
| GK           | 13 | Morgan De Sanctis  |     |     |
| DF           | 15 | Aquivaldo Mosquera |     |     |
| MF           | 17 | Diego Capel        |     |     |
| MF           | 25 | Enzo Maresca       |     | 74' |
| FW           | 9  | Alexander Kerjakov |     | 65' |
| FW           | 10 | Luís Fabiano       |     | 83' |
| FW           | 20 | Tom De Mul         |     |     |
| Treinador:   |    |                    |     |     |
| Juande Ramos |    |                    |     |     |

## Campeão
| Supercopa Europeia de 2007 |
| Itália                     |
| -------------------------- |
| Milan Campeão (5º título)  |